# Detoh Letoh
Firmin Detoh Letoh (né le 29 septembre 1960 à Abidjan) est un général d'armée ivoirien. Ancien élève de l'École spéciale militaire de Saint-Cyr en France promotion entre 1985 et 1986, il est promu à la tête de l'armée de terre en 2009 puis chef d'état-major général adjoint en 2011.

## Biographie
Il est chef d'état-major général adjoint des Forces républicaines de Côte d'Ivoire depuis juillet 2011.
Il a été l'un des premiers élèves de l'école nationale des sous-officiers d'active (Ensoa) de Bouaké.